# Radarski presek
Radarski presek (angl. radar cross-section, (RCS)) oziroma odmevna radarska površina je merilo za radarsko opaznost nekega objekta in pove, v kolikšni meri nek objekt odbija elektromagnetno valovanje. Označen je z grško črko σ in se izraža v kvadratnih metrih. Pomemben je pri načrtovanju različnih vozil, ki morajo imeti čim manjšo radarsko opaznost (stealth).

## Definicija
Formalna definicija radarskega preseka (po IEEE) je:
{\displaystyle \sigma =\lim _{r\to \infty }4\pi r^{2}\cdot {\frac {P_{2}}{P_{1}}}=\lim _{r\to \infty }4\pi r^{2}\cdot {\frac {\left|E_{2}\right|^{2}}{\left|E_{1}\right|^{2}}}}
pri čemer je P1 moč vpadlega elektromagnetnega valovanja, P2 pa moč odbitega elektromagnetnega valovanja. Ravno tako je E1 električna poljska jakost vpadlega valovanja, E2 pa električna poljska jakost odbitega valovanja. Pri tem se predpostavlja enakomeren (izotropen) odboj v vse smeri.
V neformalnem smislu je radarski presek nekega objekta enak površini krogle s takim frontalnim presekom, da bi radar zaznal enako močan odboj, kot od objekta, ki je predmet obravnave (npr. krogla s polmerom 1,128 m bi imela radarski presek enak 1 m2). To je seveda možno le pri krogli, kjer je presek enak z vseh strani in tako neodvisen od pozicije sprejemnika; pri večini ostalih oblik pa se radarski presek seveda spreminja s položajem radarja glede na objekt. Ravno zato radarski presek kljub izražanju v kvadratnih metrih ni nujno odvisen samo od dimenzij nekega objekta.

## Vplivi na radarski presek

### Albedo
Albedo pove, kolikšen del vpadlega valovanja se odbije od objekta. Kovine in ostale dobro prevodne snovi imajo velik albedo.

### Oblika objekta
Oblika objekta lahko povzroči, da se v določeni smeri odboj valovanja zmanjša, vendar se zato poveča v drugi smeri.

### Razne nepravilnosti na površini objekta
Vsaka izstopajoča nepravilnost običajno močno poveča radarski presek objekta. Pri letalih je ena takih nepravilnosti tudi kabina, ki ima veliko površin obrnjenih v različne smeri. 

### Pozicija oddajnika in sprejemnika glede na objekt
Radarski presek objektov ni nujno enak po celotni površini objekta, temveč je v določenih smereh lahko večji. To je pomembno tudi, če se radarski sprejemnik nahaja ločeno od oddajnika v smeri, kamor se odbije večina vpadlega valovanja.

### Polarizacija vpadlega valovanja
Radarska slika nekega objekta se glede na obliko spreminja tudi s polarizacijo valovanja. Pri različnih vrstah polarizacije se radarske slike istega objekta lahko precej razlikujejo, posebej problematična pa je t. i. krožna polarizacija, ki združuje tako horizontalno, kot vertikalno polarizacijo.

### Valovna dolžina vpadlega valovanja
Radarski presek se spreminja glede na razmerje med velikostjo objekta in valovno dolžino vpadlega valovanja, kar je še posebej pomembno pri oblikah, kjer je radarski presek odvisen tudi od frekvence (npr. ravne površine). Glede na razmerje med velikostjo objekta in valovno dolžino vpadlega valovanja ločimo tri področja:
- Rayleighovo področje nastopi, ko je valovna dolžina vpadlega valovanja precej večja od velikosti objekta. V tem področju elektromagnetni val zadene celotno površino objekta naenkrat, zato njegov radarski presek narašča premosorazmerno velikosti. V praksi je ta pojav zaradi uporabljenih valovnih dolžin in velikosti objektov manj pomemben.

- V t. i. resonančnem področju sta velikost objekta in valovna dolžina približno enaki (v praksi: 1 ≤ L/λ ≤ 10). Zaradi interference odbitega vala in vala, ki se giblje po površini objekta, je lahko skupni odbiti signal precej večji. Radarski presek v tem področju je zato precej nepredvidljiv, saj je odvisen od mnogih faktorjev.

- V optičnem področju (L/λ > 10) je mehanizem odboja radarskega snopa podoben zrcalnemu odboju in zanj veljajo zakoni optičnega odboja.

## Zmanjšanje radarskega preseka
Zmanjševanje radarskega preseka je zaradi specifičnih prijemov treba upoštevati že ob načrtovanju vozil in objektov z zmanjšano radarsko opaznostjo; obstoječim oblikam je namreč veliko težje zmanjševati radarski presek. 
Razdalja, na kateri je radar zmožen zaznati nek objekt, je v sorazmerju s četrtim korenom radarskega preseka. Tako se npr. pri zmanjšanju radarskega preseka na desetino prvotne vrednosti razdalja, na kateri je radar zmožen zaznati objekt, zmanjša za približno 44 %. V praksi se seveda uporablja še večje zmanjšanje radarskega preseka (pri zmanjšanju radarskega preseka na 1/100 prvotnega se razdalja zmanjša za 68 %, pri zmanjšanju na 1/1000 pa že za 82 %). Domneva se, da imajo moderna letala z zmanjšano radarsko opaznostjo radarski presek manjše ptice (cca. 10-2 m2) ali celo večje žuželke (10-3 m2).
Radarski presek se lahko določi preko numeričnih izračunov s pomočjo računalnika ali z meritvami na modelu; za predstavitev pa se ga navadno izriše v polarni diagram, kakršen je na zgornji sliki. S pomočjo takega diagrama je možno razbrati, v kateri smeri je radarski presek največji, kar služi pri nadaljnjem načrtovanju.
Uporablja se predvsem kombinacija naslednjih dveh metod:

### Oblika
Z obliko površine se doseže, da se glavnina vpadlega radarskega snopa ne odbije nazaj k radarju, temveč stran od njega. Smeri, v katerih je želeno zmanjšanje radarskega preseka, je treba določiti že pred načrtovanjem. Na ta način se v določenih smereh radarski presek zelo zmanjša (pri letalih gre po navadi za sprednjo in zadnjo stran, pri ladjah pa tudi za boke), vendar pa se zaradi tega radarski presek v določenih smereh poveča, kar lahko s pridom izkoristijo pasivni radarji. Oblikovanje površine se že dolgo časa izvaja z namenskimi računalniškimi programi CAD.
Pri oblikovanju površine se je treba izogibati površinam, ki so postavljene pravokotno na smer vpadlega radarskega snopa ali pa so postavljene pravokotno druga na drugo (npr. smerno krmilo, stik korena krila s trupom,...). K radarskemu odboju močno pripomorejo tudi vsi ravni stiki površin in robovi (slednji so zato nazobčani). Eno od pravil pri oblikovanju je tudi orientacija vseh površin in robov tako, da so postavljeni vzporedno, njihova normala pa kaže v točno določeno smer. Na ta način se doseže odboj radarskih valov v točno določene smeri. 
Potrebno se je izogibati vsem štrlečim delom, kot so npr. antene in Pitotova cev. Poleg tega je treba pred radarjem skriti tudi motorje (lopatice turbin imajo velik radarski presek) in zmanjšati naključne odboje iz notranjosti pilotske kabine, kar se doseže z izredno tanko kovinsko plastjo, vgrajeno v pokrov kabine. Vse orožje mora biti spravljeno v notranjosti trupa.
Prve oblike letal z zmanjšanim radarskim presekom so bile zasnovane z veliko puščico krila (kot npr. F-117) ali kot leteče krilo (kot npr. B-2 Spirit), kar pa je obenem pomenilo okrnjene letalne sposobnosti. Modernejša letala, kot sta F-22 in F-35 sta zaradi napredka pri računalniškem oblikovanju in boljših materialov bolj podobna klasičnim konstrukcijam, kar pomeni tudi boljše letalne sposobnosti.
Potrebno pa je vedeti, da metoda oblikovanja površine deluje v primeru, ko je valovna dolžina vpadlega valovanja mnogo manjša, kot površina objekta, saj je princip odboja v tem primeru zelo podoben odboju, poznanem iz optike. V primeru modernejših radarjev s krajšimi valovnimi dolžinami (kot so npr. radarji na letalih ali radarji za namerjanje protiletalskega orožja) je zato z obliko možno precej zmanjšati radarski presek. Metoda pa je manj učinkovita proti radarjem z daljšimi valovnimi dolžinami, kot so radarji za zgodnje opozarjanje ali pa starejši tipi radarjev (slednji so z napredkom tehnik obdelave radarskih signalov postali zanimivi tudi kot radarji za zaznavanje radarsko manj opaznih letal).

### Radarski absorberji
Radarski absorberji so materiali, ki vpijajo elektromagnetno valovanje oz. ga izničijo. Uporabljajo se za nanos na predele, kjer zgolj z oblikovanjem ni možno izničiti radarskega odboja v zadostni meri (npr. na robovih). Za to se uporabljata dve metodi: 
- Absorber je zasnovan tako, da se znotraj njega ustvari odboj v protifazi (180° premika glede na vpadni signal) ter tako povzroči destruktivno interferenco. Ta metoda deluje le pri točno določenih valovnih dolžinah signalov.

- Absorber je izdelan iz snovi, ki vpija elektromagnetno valovanje ter ga spremeni v toploto. Slednji materiali so uporabni proti nekoliko širšemu spektru valovnih dolžin. Večinoma gre za uporabo feritnih materialov ali železnih kroglic v plastični matriki, natančna sestava teh materialov pa je največkrat skrivnost. Po navadi so združeni s koničastimi oz. piramidnimi strukturami, kakršne so v uporabi tudi v gluhih sobah in ki z večkratnim odbojem znotraj strukture absorbirajo energijo radarskega snopa.

Domneva se, da so moderni radarski absorberji sestavljeni iz več plasti, kar pomaga pri učinkovitosti materiala pri čim širšem razponu frekvenc. Seveda pa ne obstaja material, ki bi deloval v vsakem primeru, zato je ob izbiri treba vedeti, proti kakšnim radarjem se izvaja zaščita.

### Druge metode
Za zmanjševanje radarskega preseka obstajata še dve metodi, ki temeljita na metodi destruktivne interference, vendar se zaradi velikih težav v praksi ne uporabljata. Prva metoda je pasivna in je zasnovana na ideji amplitudne in fazne prilagoditve določenega odboja tako, da izniči nek drug odboj. Druga metoda je aktivna; pri slednji naj bi množica oddajnikov proizvajala natančno radarsko sliko objekta, vendar v protifazi. Ta metoda pa je predmet raziskav, saj bi lahko pomenila način za zmanjšanje radarskega preseka pri uporabi radarjev z nizkimi frekvencami, pri katerih prej omenjene metode odpovedo. Pri uporabi slednje metode bi morali načrtovalci poznati točno radarsko sliko vseh delov objekta.